# 齊令辰
齊令辰（?—?），直隸省保定府高陽縣人，清朝政治人物、同進士出身。

## 生平
光緒二十年（1894年），参加光緒甲午科殿試，登進士三甲78名。同年五月，以主事分部学习。

## 家庭
- 祖父：齊正訓（齊竹溪），清朝進士
- 父：齊鍾慶（齊叔才）
- 長子：齊竺山
- 次子：齊如山
- 么子：齊壽山